# Campeonato Absoluto de Chile 1938
El Campeonato Absoluto de Chile 1938 fue la segunda edición de este torneo organizado por la Federación de Football de Chile que enfrentó a Magallanes, campeón profesional de la Primera División, y a la selección de Valparaíso, campeón nacional amateur.
Se disputó a partido único el 18 de diciembre de 1938, en el Estadio Nacional, de la ciudad de Santiago. Al terminar el encuentro en un empate 2 a 2, ambos equipos fueron considerados campeones del torneo.

## Partido
|       | POR | Leopoldo Aguilera |  |
|       | DEF | Jorge Córdova     |  |
|       | DEF | Juan Bernal       |  |
|       | MED | Julio Córdova     |  |
|       | MED | Damaceno Morales  |  |
|       | MED | Luis Ponce        |  |
|       | DEL | Fernando Farfán   |  |
|       | DEL | José Avendaño     |  |
|       | DEL | Gastón Osbén      |  |
|       | DEL | José Chamorro     |  |
|       | DEL | Raúl Muñoz        |  |
| D. T. |     |                   |  |

|       | POR | López      |  |
|       | DEF | Mella      |  |
|       | DEF | Tapia      |  |
|       | MED | Estay      |  |
|       | MED | Piña       |  |
|       | MED | Villarroel |  |
|       | DEL | Estay      |  |
|       | DEL | Vergara    |  |
|       | DEL | Salinas    |  |
|       | DEL | Gallardo   |  |
|       | DEL | Torres     |  |
| D. T. |     |            |  |

| 21' · 43' | Gastón Osbén | 1-0 2-0 |

| 56' · 80' | Salinas | 2-1 2-2 |

| Principal | Humberto Reginato |

|       | POR | Leopoldo Aguilera |  |
|       | DEF | Jorge Córdova     |  |
|       | DEF | Juan Bernal       |  |
|       | MED | Julio Córdova     |  |
|       | MED | Damaceno Morales  |  |
|       | MED | Luis Ponce        |  |
|       | DEL | Fernando Farfán   |  |
|       | DEL | José Avendaño     |  |
|       | DEL | Gastón Osbén      |  |
|       | DEL | José Chamorro     |  |
|       | DEL | Raúl Muñoz        |  |
| D. T. |     |                   |  |

|       | POR | López      |  |
|       | DEF | Mella      |  |
|       | DEF | Tapia      |  |
|       | MED | Estay      |  |
|       | MED | Piña       |  |
|       | MED | Villarroel |  |
|       | DEL | Estay      |  |
|       | DEL | Vergara    |  |
|       | DEL | Salinas    |  |
|       | DEL | Gallardo   |  |
|       | DEL | Torres     |  |
| D. T. |     |            |  |

| 21' · 43' | Gastón Osbén | 1-0 2-0 |

| 56' · 80' | Salinas | 2-1 2-2 |

| Principal | Humberto Reginato |

|       | POR | Leopoldo Aguilera |  |
|       | DEF | Jorge Córdova     |  |
|       | DEF | Juan Bernal       |  |
|       | MED | Julio Córdova     |  |
|       | MED | Damaceno Morales  |  |
|       | MED | Luis Ponce        |  |
|       | DEL | Fernando Farfán   |  |
|       | DEL | José Avendaño     |  |
|       | DEL | Gastón Osbén      |  |
|       | DEL | José Chamorro     |  |
|       | DEL | Raúl Muñoz        |  |
| D. T. |     |                   |  |

|       | POR | López      |  |
|       | DEF | Mella      |  |
|       | DEF | Tapia      |  |
|       | MED | Estay      |  |
|       | MED | Piña       |  |
|       | MED | Villarroel |  |
|       | DEL | Estay      |  |
|       | DEL | Vergara    |  |
|       | DEL | Salinas    |  |
|       | DEL | Gallardo   |  |
|       | DEL | Torres     |  |
| D. T. |     |            |  |

| 21' · 43' | Gastón Osbén | 1-0 2-0 |

| 56' · 80' | Salinas | 2-1 2-2 |

| Principal | Humberto Reginato |

|       | POR | Leopoldo Aguilera |  |
|       | DEF | Jorge Córdova     |  |
|       | DEF | Juan Bernal       |  |
|       | MED | Julio Córdova     |  |
|       | MED | Damaceno Morales  |  |
|       | MED | Luis Ponce        |  |
|       | DEL | Fernando Farfán   |  |
|       | DEL | José Avendaño     |  |
|       | DEL | Gastón Osbén      |  |
|       | DEL | José Chamorro     |  |
|       | DEL | Raúl Muñoz        |  |
| D. T. |     |                   |  |

|       | POR | López      |  |
|       | DEF | Mella      |  |
|       | DEF | Tapia      |  |
|       | MED | Estay      |  |
|       | MED | Piña       |  |
|       | MED | Villarroel |  |
|       | DEL | Estay      |  |
|       | DEL | Vergara    |  |
|       | DEL | Salinas    |  |
|       | DEL | Gallardo   |  |
|       | DEL | Torres     |  |
| D. T. |     |            |  |

| 21' · 43' | Gastón Osbén | 1-0 2-0 |

| 56' · 80' | Salinas | 2-1 2-2 |

| Principal | Humberto Reginato |

|                                                |
| Campeones Magallanes y Selección de Valparaíso |
| 1.er título de ambos                           |